# N'Dambi
 (juillet 2017).
Si vous disposez d'ouvrages ou d'articles de référence ou si vous connaissez des sites web de qualité traitant du thème abordé ici, merci de compléter l'article en donnant les références utiles à sa vérifiabilité et en les liant à la section « Notes et références ».
N'Dambi est une chanteuse de soul américaine.

## Biographie
Fille d'un prêtre chrétien et une mère missionnaire, la petite N'Dambi chantait le gospel à l'église, et apprenait à jouer la clarinette et le piano. N'Dambi a obtenu son diplôme universitaire en anglais du Southern Methodist University en 1994. Après, elle a essayé de publier des essais, et fait quelques petits boulots.

## Carrière musicale
En 1995 N'Dambi fait ses débuts sur la scène musicale de Dallas. Elle choisit le pseudonyme N'Dambi, ce qui signifierait « bellissime ». Elle y retrouve Erykah Badu, qui est une amie d'enfance. Quand Badu décroche un contrat avec Universal, N'Dambi la suit. Elle fait les chœurs sur Baduizm et Live, et on l'entend sur On & On, next Lifetime, Tyrone, et Mama's Gun.
N'Dambi sort son premier album, intitulé Little Lost Girls Blues, sur son propre label Cheeky-I en 1999. Le deuxième, Tunin' Up & Cosignin'  date de 2001. Il reprend les titres de son premier, et contient des nouvelles chansons sur un deuxième disque. Ces deux albums se caractérisent par un son jazz-funk, avec un peu de R&B. Son troisième album s'intitule A Weird Kinda Wonderful. C'est un album R&B, sorti d'abord au Japon en 2005. Son quatrième album Pink Elephant paraît chez Stax en 2009. Même si les albums ne sont jamais entrés dans les classements, ses chansons apparaissent sur des nombreuses compilations et remixes. N'dambi compose ses propres chansons.

## Discographie

### Albums
- 1999 : Little Lost Girls Blues
- 2001 : Tunin' Up & Cosignin'
- 2005 : A Weird Kinda Wonderful (Japon)
- 2009 : Pink Elephant